# Bremer voetbalkampioenschap 1915/16
In 1915/16 werd het zeventiende Bremer voetbalkampioenschap gespeeld, dat georganiseerd werd door de Noord-Duitse voetbalbond. Werder Bremen werd kampioen, door de perikelen in de Eerste Wereldoorlog werd er geen Noord-Duitse eindronde meer gespeeld voor clubs, wel voor een samengesteld elftal per stad. 

## Eindstand
| Plaats | Club               | Wed. | W | G | V | Saldo | Ptn |
| ------ | ------------------ | ---- | - | - | - | ----- | --- |
| 1.     | FV Werder Bremen   | 3    | 3 | 0 | 0 | 11:1  | 6:0 |
| 2.     | Bremer SC 1891     | 3    | 2 | 0 | 1 | 11:4  | 4:2 |
| 3.     | VfB 01 Bremen      | 3    | 1 | 0 | 2 | 0:8   | 2:4 |
| 4.     | BV Sport 06 Bremen | 3    | 0 | 0 | 3 | 2:11  | 0:6 |

|  | Kampioen |